# Cyanea (Quallengattung)
Die Haarquallen oder Nesselquallen (Cyanea) sind eine Gattung aus der Familie Cyaneidae in der Ordnung der Fahnenquallen (Semaeostomeae).
Die farbigen Schirmquallen haben oft lange Tentakel und kommen in gemäßigten und kalten Meeren vor.

## Verbreitung
Die Arten der Gattung Cyanea finden sich überwiegend im nördlichen Atlantik und Pazifik sowie im südlichen Pazifik (an den Küsten von Neuseeland und Australien), es gibt jedoch auch Arten in den Meeren aller Klimazonen.

## Merkmale
Quallen der Gattung Cyanea zeichnen sich durch ihre bunte Färbung ihre großen Schirme und ihre langen Tentakeln aus, die mit Nesselzellen besetzt sind.
Unter jedem der acht Randlappen der Tiere entspringen etwa 100 Tentakeln, deren Länge den 15-fachen Schirmdurchmesser erreichen kann.
Auch Quallen derselben Spezies bilden unterschiedliche Farbvarianten aus, was mitunter ihre Zuordnung erschwert. Im östlichen Nordatlantik bilden Blaue Nesselquallen beispielsweise gelbliche, bläuliche, blaue, lilafarbene, graue und fast schwarze Varianten aus, während Gelbe Haarquallen sowohl gelb als auch orange sowie hell- oder dunkelrot, bis hin zu rostfarben sein können.
Zu den größten Arten zählt die Gelbe Haarqualle (auch Riesenquallen genannt), die einen Durchmesser von bis zu 2 Metern erreicht und Tentakeln von bis zu 40 m Länge ausbildet. In Nordsee und Ostsee bleibt dieselbe Art mit einem Durchmesser von etwa 50 Zentimetern deutlich kleiner.

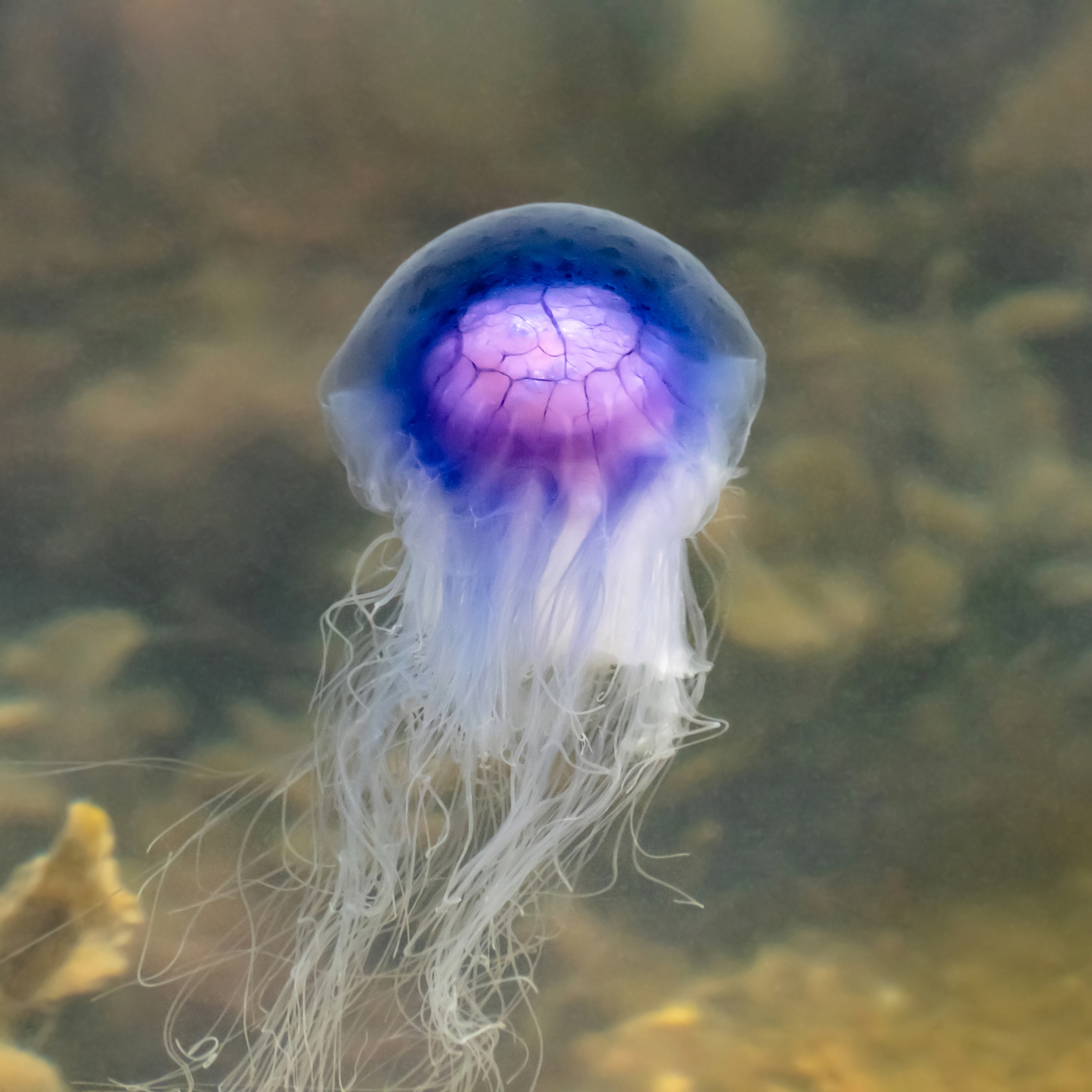
Blaue Nesselqualle
Cyanea lamarckii in der Nordsee

## Farbvarianten
Unterschiedliche Färbungen am Beispiel der Gelben Haarqualle Cyanea capillata:

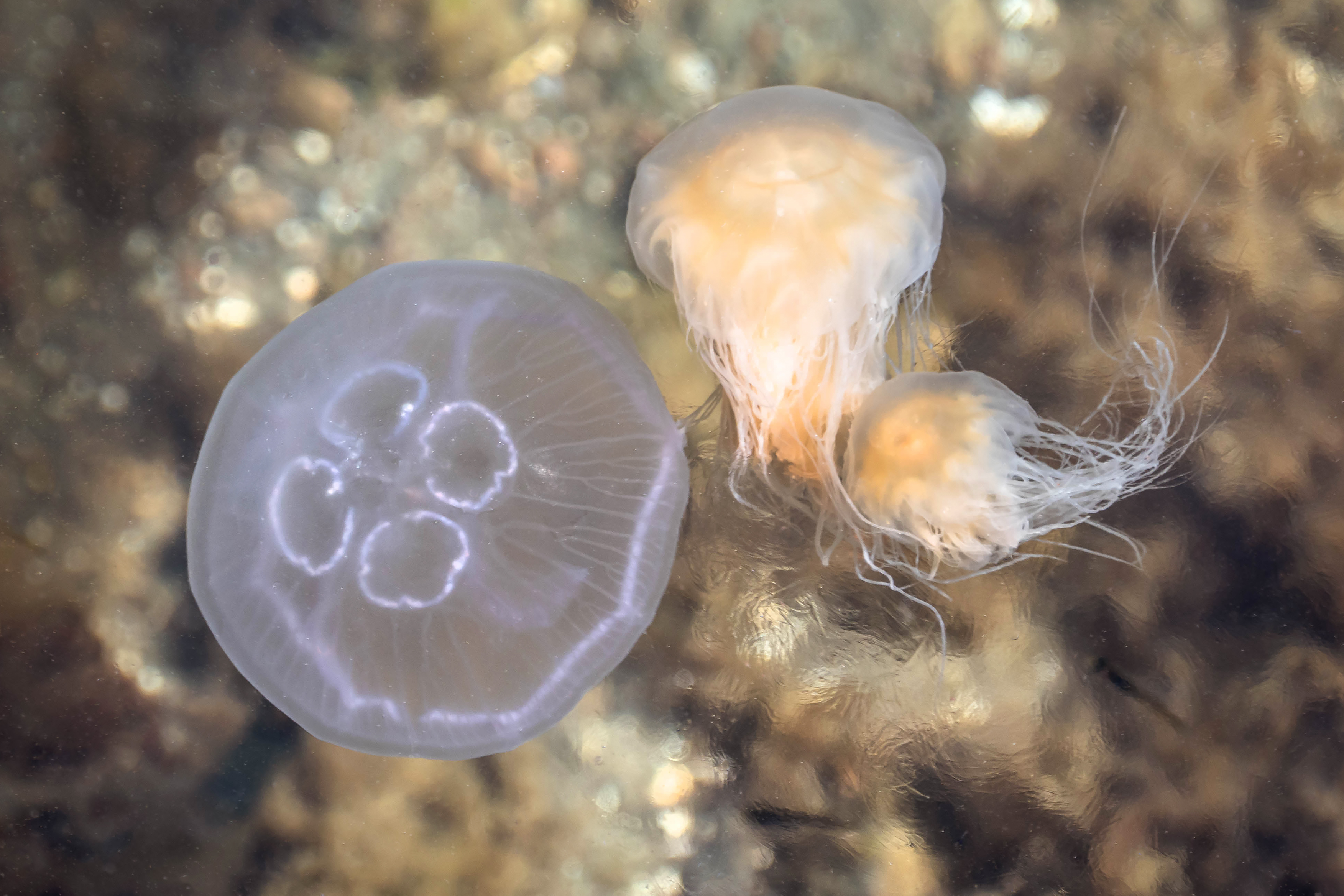
Ohrenqualle (links) mit zwei hellgelben Haarquallen
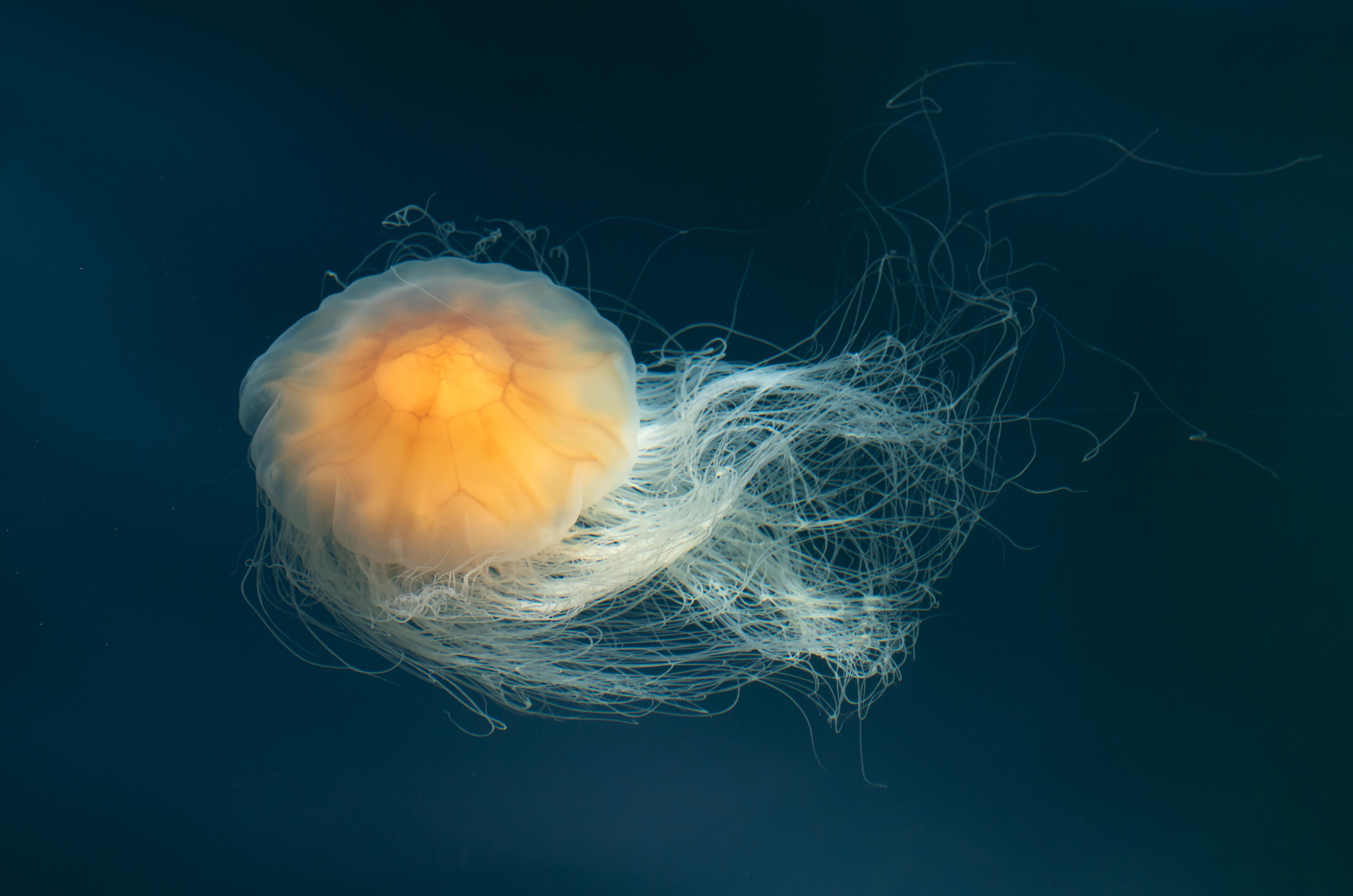
Gelbe Variante
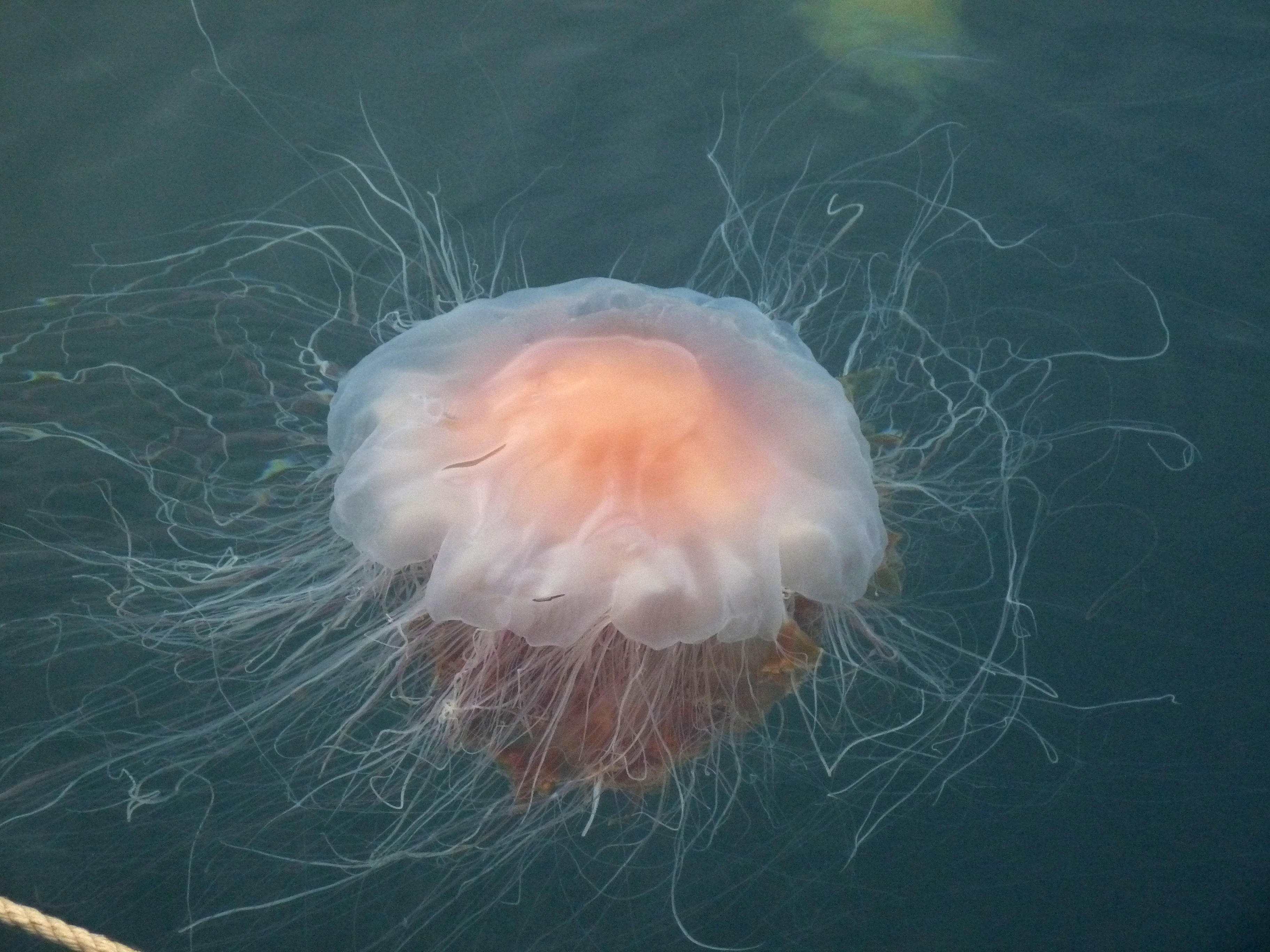
Orange Cyanea capillata vor Island
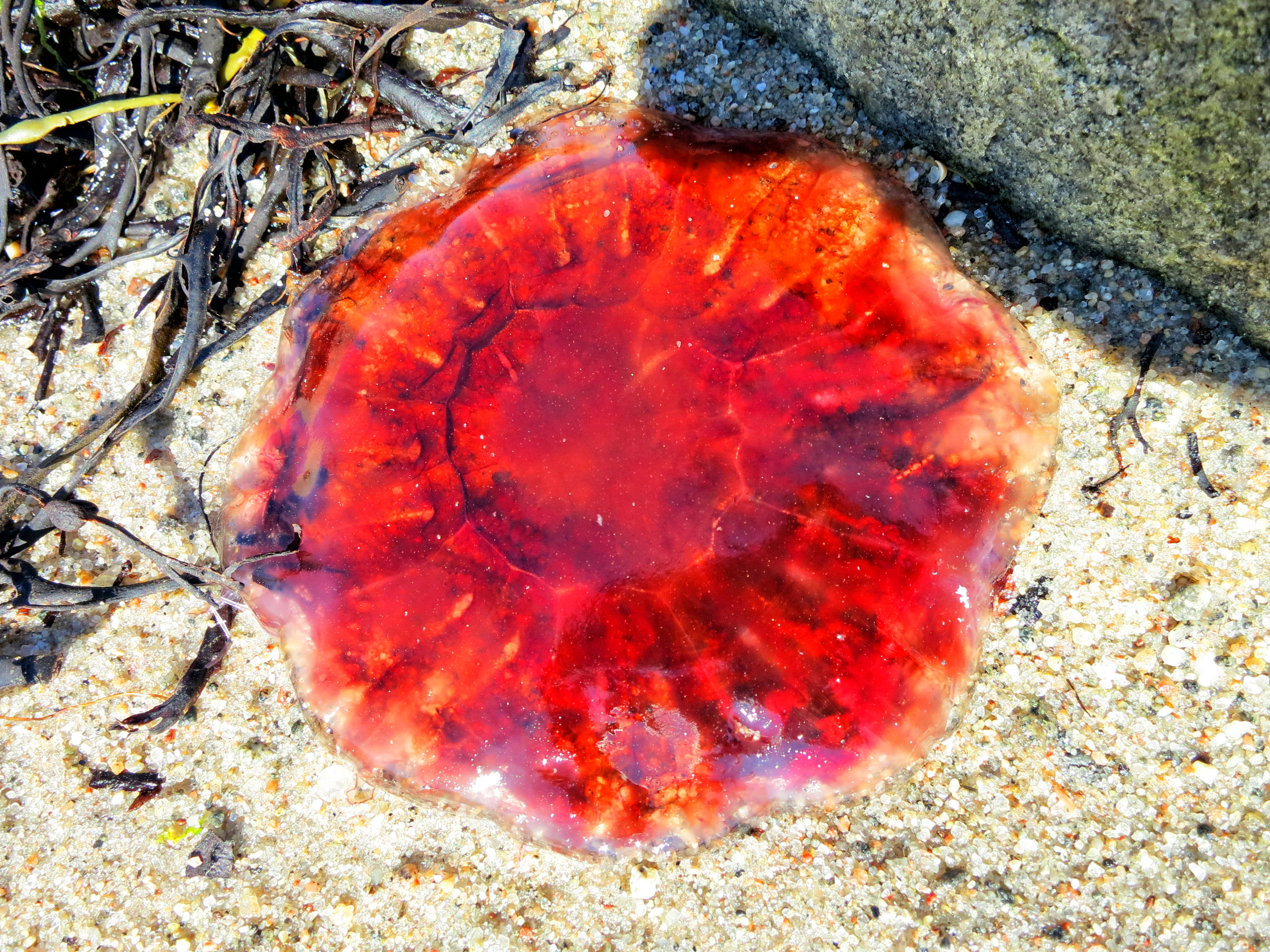
Leuchtend rote Haarqualle
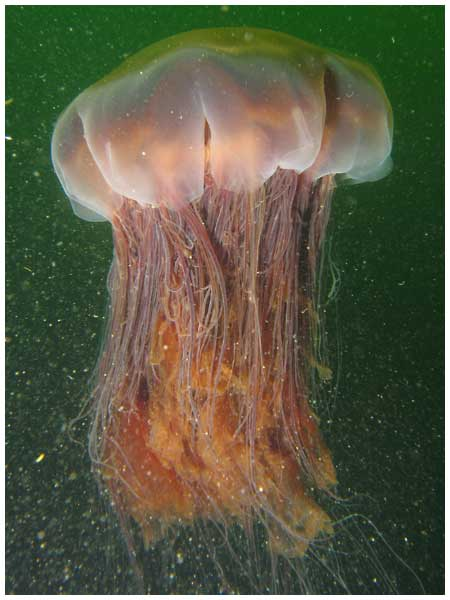
Dunkelrote Cyanea capillata
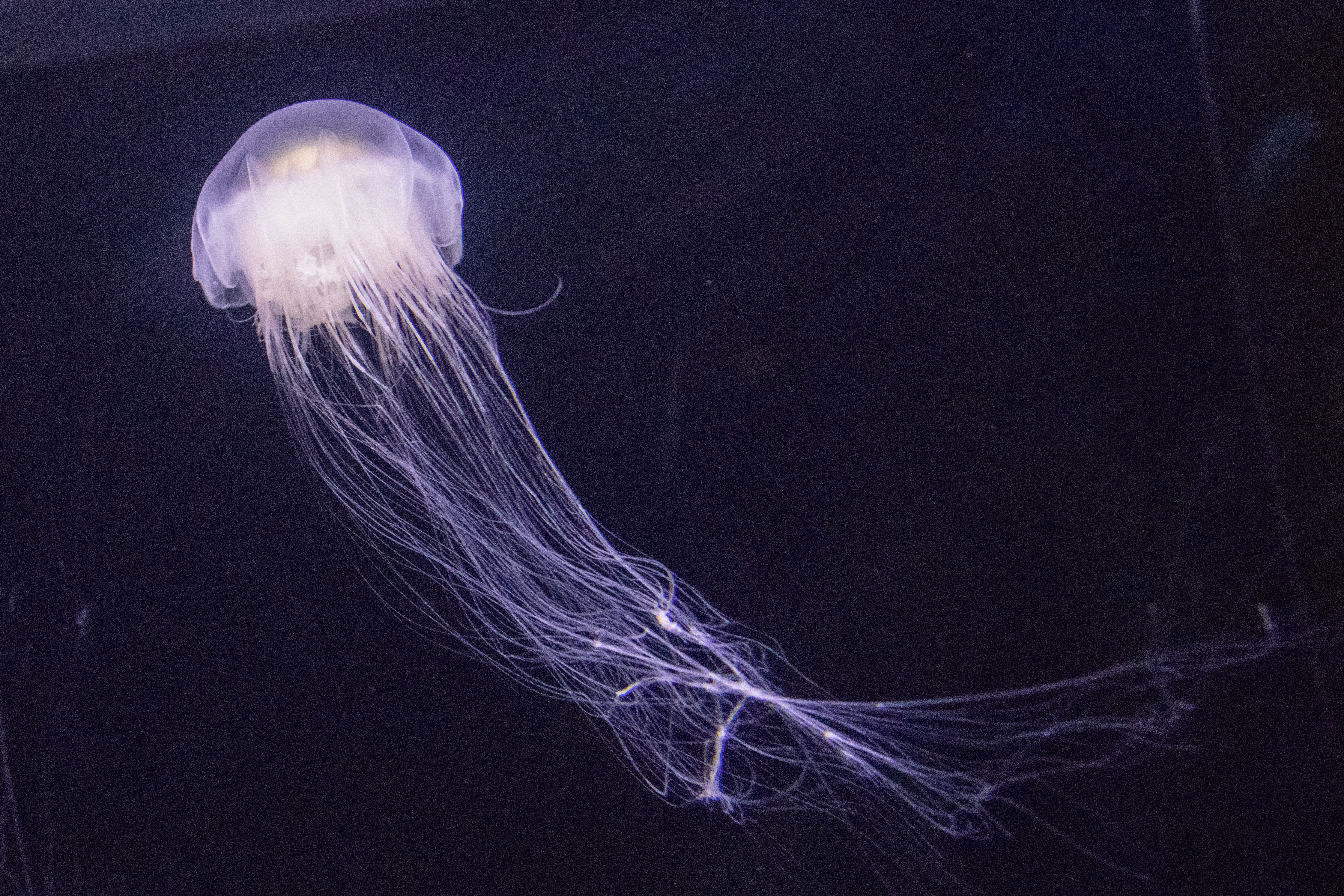
Cyanea capillata in hellem Lila
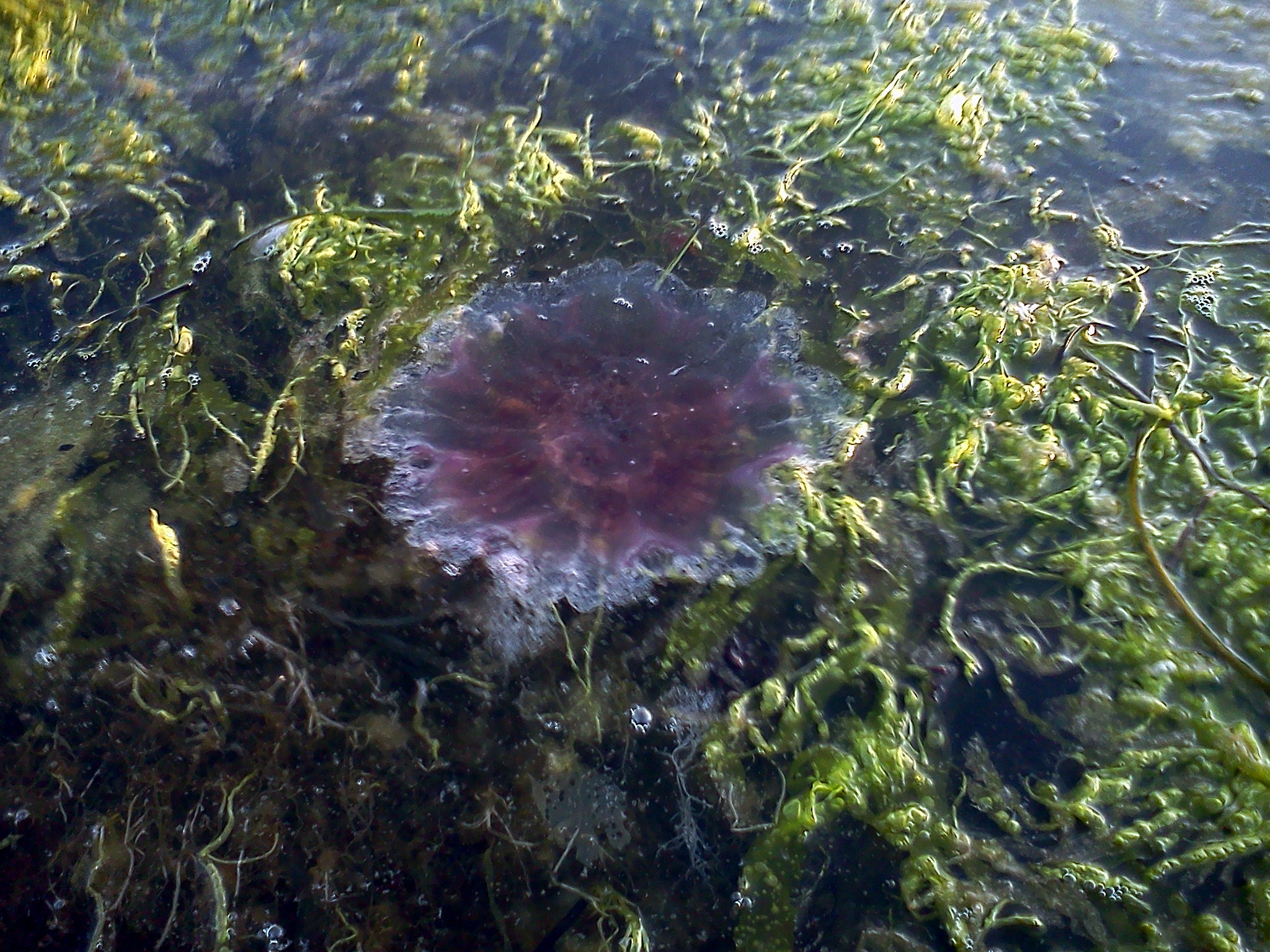
Lilafarbene Cyanea capillata vor der Ostküste der Vereinigten Staaten

## Lebensweise
Die überwiegend großen, pelagisch lebende Quallen, treten oft in Schwärmen auf. Nahrung wird über die langen Tentakeln aufgenommen, die auch auf der Schirmunterseite stehen. Die Larvalen der Medusen entwickeln sich zwischen den Mundarmen.

## Arten (Auswahl)

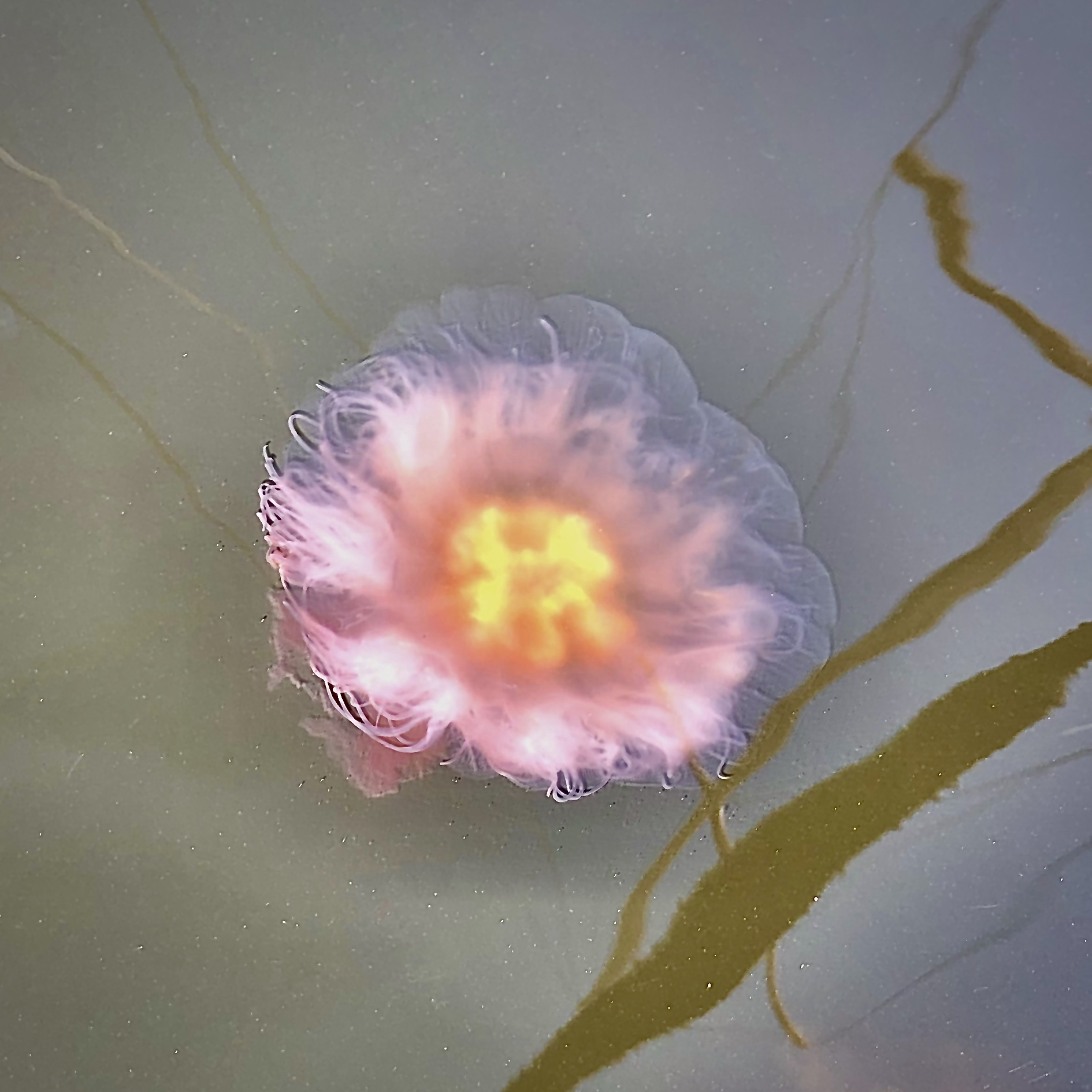
Cyanea versicolor

- Blaue Nesselqualle (Cyanea lamarcki)
- Gelbe Haarqualle (Cyanea capillata)
- Cyanea versicolor (Agassiz, 1862)
- Cyanea rosea (Quoy & Gaimard, 1824)
- Cyanea annaskala (von Lendenfeld, 1882)
- Cyanea nozaki (Kishinouye, 1891)

## Giftigkeit

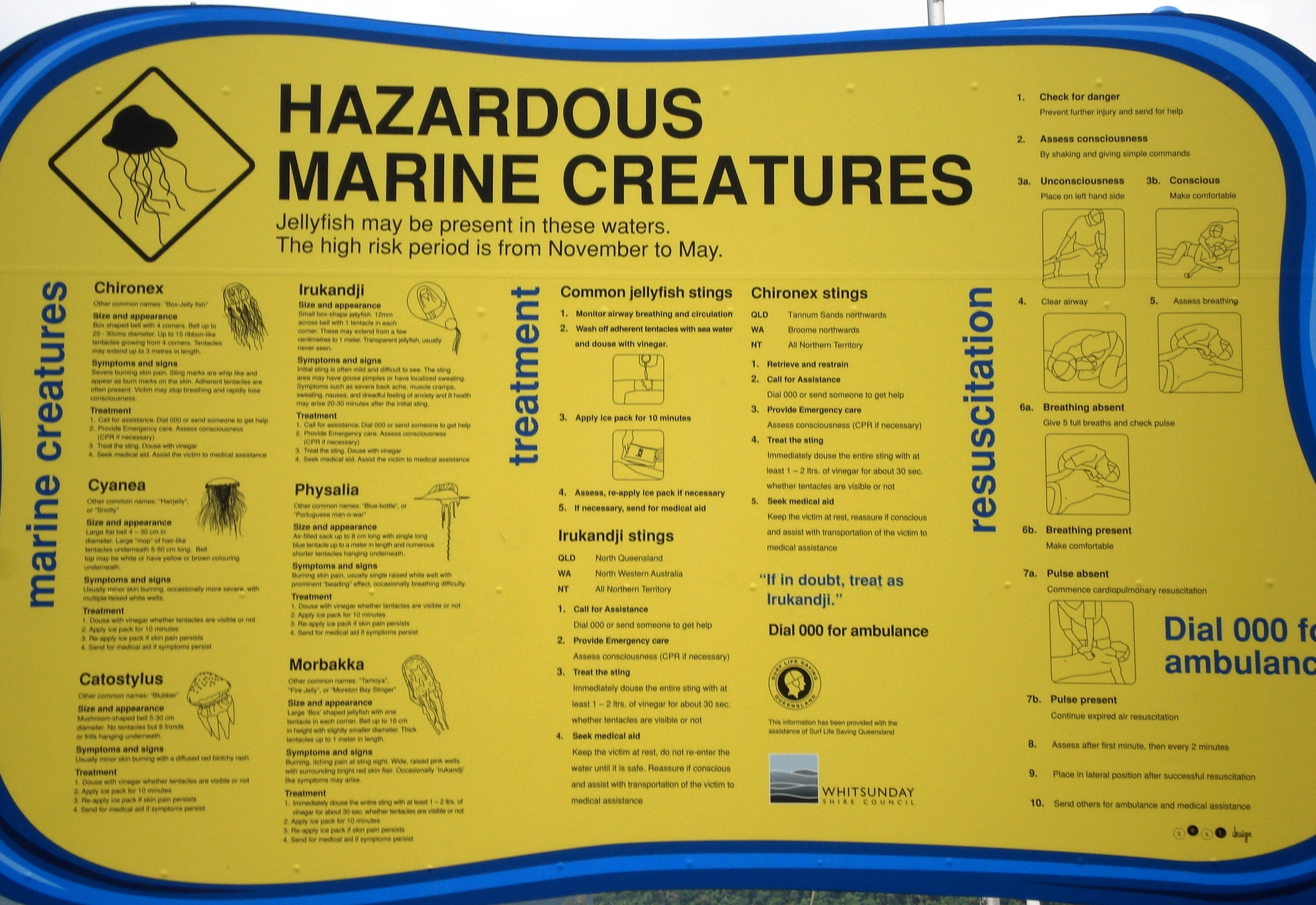
Informationstafel über giftige Quallen in Australien (u. a. zu Cyanea rosea & Cyanea annaskala)

Die Nesselzellen in den Nesselkapseln enthalten ein Nervengift (Cniden), welches bei Berührung mit der Haut bei Menschen sofort starke Reizungen und Rötungen verursachen kann, die mitunter über Stunden andauert. Während Berührung der Oberseite gefahrlos möglich ist, nesseln auch Nesselzellen, die sich auf abgelösten Tentakeln oder auf toten Quallen befinden, bei direkter Berührung.
An stark betroffenen Badestränden werden Besucher mitunter durch Schilder auf nesselnde Giftquallen aufmerksam gemacht.
Zu den als „Feuerquallen“ eingestuften giftigen Quallen zählt unter anderem die Gelbe Haarqualle Cyanea capillata.

## Erforschung
Die Erforschung von Quallen der Gattung Cyanea ist noch nicht abgeschlossen und es werden noch immer neue Spezies entdeckt, wie die 2015 im Weißen Meer entdeckte Art Cyanea tzetlinii.